# Piazza San Sepolcro (film)
Piazza San Sepolcro è un film del 1943 diretto da Giovacchino Forzano.
Il film, portato a termine nell'estate del 1943 dopo numerose interruzioni a causa dell'occupazione tedesca, fu visionato in alcune proiezioni private per i gerarchi repubblichini, ma non uscì mai nelle sale a causa dell'armistizio. Nel 1953 sempre la ENIC distributrice della pellicola, annunciò la prossima uscita del film, con il nuovo titolo "Cronaca di due secoli ovvero gli Stati Uniti d'Europa" e con un nuovo montaggio, ma questo non avvenne mai, ed attualmente la pellicola è considerata perduta.